# Peter Utaka
Peter Utaka (* 12. únor 1984) je nigerijský fotbalista.

## Reprezentační kariéra
Peter Utaka odehrál za nigerijský národní tým v letech 2010–2011 celkem 8 reprezentačních utkání a vstřelil v nich 3 góly.

## Statistiky
| Nigérie | Nigérie | Nigérie |
| Roky    | Zápasů  | Gólů    |
| ------- | ------- | ------- |
| 2010    | 1       | 1       |
| 2011    | 7       | 2       |
| Celkem  | 8       | 3       |